# Équation différentielle d'Euler
En mathématiques, l'équation d'Euler ou équation de Cauchy-Euler est une équation différentielle linéaire de la forme suivante :
{\displaystyle a_{n}x^{n}y^{(n)}(x)+a_{n-1}x^{n-1}y^{(n-1)}(x)+\ldots +a_{0}y(x)=f(x)\,\qquad (a_{n}\neq 0).}
Elle peut être ramenée par changement de variable à une équation différentielle linéaire à coefficients constants.

## Résolution
Pour appliquer la théorie générale des équations linéaires, on s'intéresse dans un premier temps à l'équation homogène associée, et en se plaçant sur un intervalle où xn ne s'annule pas : {\displaystyle ]-\infty ,0[} ou {\displaystyle ]0,+\infty [}. Dans le premier cas on posera le changement de variable x = – eu et dans le second x = eu. On pose ensuite g(u) = y(eu). Grâce à ces changements de variables, l'équation différentielle d'Euler est alors ramenée à une équation différentielle à coefficients constants, en g, qu'on peut résoudre explicitement.

### Résolution pour le cas du second ordre

Solutions de l'équation d'Euler pour le cas de deux racines réelles

Solutions de l'équation d'Euler pour le cas d'une racine double

Solutions de l'équation d'Euler pour le cas de deux racines complexes

Un cas commun de l'équation de Cauchy est celui du second ordre (n=2), qui apparaît dans plusieurs problèmes physiques comme la résolution de l'équation de Laplace en coordonnées polaires. On peut donc ramener l'équation à la forme
{\displaystyle x^{2}{\frac {d^{2}y}{dx^{2}}}+ax{\frac {dy}{dx}}+by=0.}
On cherche donc une solution simple de la forme
{\displaystyle y=x^{m}}
et il faut dès lors trouver les valeurs de m vérifiant
{\displaystyle x^{2}(m(m-1)x^{m-2})+ax(mx^{m-1})+b(x^{m})=0.}
La recherche des solutions m de l'équation du second degré
{\displaystyle m^{2}+(a-1)m+b=0}
amène classiquement à trois cas :
- deux racines réelles distinctes m1 et m2 ;
- une racine double m ;
- deux racines complexes conjuguées α ± β i.

Le cas 1 donne une solution de la forme 
{\displaystyle y=c_{1}x^{m_{1}}+c_{2}x^{m_{2}}.}
Le cas 2 donne
{\displaystyle y=c_{1}x^{m}\ln(x)+c_{2}x^{m}.}
Le cas 3 donne une solution de la forme
{\displaystyle y=c_{1}x^{\alpha }\cos(\beta \ln(x))+c_{2}x^{\alpha }\sin(\beta \ln(x))\,}
{\displaystyle \alpha =\mathop {\rm {Re}} (m)\,}
{\displaystyle \beta =\mathop {\rm {Im}} (m)\,}
avec c1, c2 ∈ ℝ .